# Jehanne d'Arc (bande dessinée)
Jehanne d'Arc, parfois orthographié Jehanne d'Arque est une série de bande dessinée humoristique créée par le Français F'Murr et publiée dans les mensuels Métal hurlant puis (À suivre) entre 1976 et 1984. Casterman a publié deux recueils de ces histoires en 1980 et 1985.
Jehanne d'Arc est une jeune femme fantasque aussi éloignée de son homonyme que son univers de fiction l'est du Moyen Âge historique, puisqu'elle côtoie aussi bien Gilles de Rais qu'Attila ou des extraterrestres. De 1982 à 1984, la série est centrée sur son fils Timofort, dit Tim Galère,.
Cette série à l'humour débridé est selon l'encyclopédiste Patrick Gaumer « l'une des séries les plus drôles des années 1980 ».

## Publications

### Périodiques
- Huit récits de deux pages dans Métal hurlant, 1976-1977[3].
- Vingt récits d'une à six pages dans (À suivre), 1978-1980[2].
- Le Fils de Jehanne d'Arque, dans (À suivre) no 52 à 56, 1982[2].
- Sept récits du Fils de Jehanne d’Arque de huit à douze pages dans (À suivre), 1982-1984[2].

### Albums
- Jehanne au pied du mur, Casterman, coll. « Les Romans (À suivre) », 1980  (ISBN 2203334045).
- Tim Galère : Le Fils de Jehanne d'Arc, Casterman, coll. « Les Romans (À suivre) », 1985  (ISBN 220333424X).
- Jehanne au pied du mur, Casterman, coll. « Classiques », 2003  (ISBN 2203397004). Édition reprenant les deux albums précédents.